# Ráckeresztúr
Ráckeresztúr község Fejér vármegyében, a Martonvásári járásban.

## Fekvése
A településen a 6-os és 7-es főutakat (Ercsit és Martonvásárt összekötő 6204-es út halad keresztül, amelyen elérhető az M6-os autópálya Ráckeresztúr-Ercsi csomópontjától is.
A község a Szent László-völgy alsó szakaszának bal partján helyezkedik el. A római korból nagy kiterjedésű településnyomok, az úgynevezett „római" híd és út maradványai tanúskodnak. Mindez azt mutatja, hogy a római korban egy belső út vezetett a Szent László-patak völgyében.

## Története
A mai Dunántúl földje, amint a régészeti leletek mutatják, már 4500 évvel ezelőtt lakott volt. A Duna, a Szent László-patak, a Váli-patak és a Velencei-tó között vélhetően árterületek húzódtak. A 12. században szaporodtak el a földbe ásott házak, felmenő fallal. A Szent István király szervezése nyomán megindult településkialakulás még be sem fejeződött, amikor az országot a tatárok megtámadták és feldúlták. Az 1240-es években a lakosság nagy része elpusztult, a kialakult életterek lerombolódtak, így a Dunántúl keleti része, Kerezthur körzete is. A falu nevét először egy, a 14. századból, 1347-ből, Nagy Lajos király korából származó - a budai Káptalan által végzett - határjárási okmányban találhatjuk meg. Ettől az évtől számítják a település létrejöttét is: 2002. szeptember 14-én például címerszenteléssel ünnepelték a falu 655 éves születésnapját. 1424-ben Zsigmond király feleségének, Borbálának ajándékozta. A 14-16. században Keresztúr és környéke virágzó vidéknek számított. A törökdúlás azonban véget vetett a békés fejlődésnek. Az 1580–81-es török adóíven Keresztur-puszta Vál mellett 750 akcse adót fizetett Karagöznek. Egy 1685-ös Urbarium a Kamara budai és rác-dunamenti kerületében sorolja fel. Ekkor Fejér vármegye 65 falvából mindössze 26 volt lakott, 10 faluban, így Keresztúron is, üresen álltak a házak. A 150 éves török uralom végén 1699. június 3-án Lovasberénnyel és más puszta falvakkal, részbirtokkal együtt Heister Siegbert generális vásárolta meg 10 000+3200 rénius forintért, amit fegyverváltság címén a kincstárba befizetett. A falvak lélekszámát betelepítésekkel növelték a volt török területeken, ennek a folyamatnak a részeként kezdődött meg a 17. század utolsó harmadában a rácok betelepítése is Fejér vármegyébe, azon belül Keresztúrra is. Erre az időszakra tehető a falu nevének megváltozása, a régi Keresztúrból ekkor lett Ráczkeresztúr.
A III. Károly által elrendelt 1715. évi adóösszeíráskor 43 család élt itt: 26 jobbágy-, 13 zsellér- és 3 nincstelenzsellér-család. A nevek alapján zömmel rácok voltak és illírek, de akadt köztük több magyar és német is. A listán asszonyok, gyermekek, cselédek stb. nem szerepelnek, így hozzávetőleg 210-230 fő élhetett itt. Heister generális özvegyétől a birtoktestet báró Felsmann Anselm haditanácsnok 1719. december 29-én vette meg. Ő építtette a templomot 1722-1725 között sok jobbágyrobottal és jelentős püspöki segítséggel, amit a bejárat feletti kőcímer is megörökített.
Az 1720-as adóösszeírás szerint már csak 9 jobbágy- és 12 zsellércsalád lakott a faluban és az összetétel is megváltozott: nőtt a magyar hangzású nevek aránya. 1730-ban az a Cziráki gróf vásárolta meg 45 000 forintért, akinek a nevéhez a parókia megépítése is fűződik. 1735-ben a többi birtokból csak Keresztúrt örökítették el a baracskai Szűcs Péter és Pál ikertestvéreknek, akik scola-domust hoztak létre a parókia kertjében. Az egyházi lélekösszeírásban a következők találhatók a faluról: 1745-ben 313, 1769-ben 248, 1771-ben 543 fő lakta, zömmel római katolikusok.
1810-től Szűcs Lajos főszolgabíró, vármegyei alispán, országgyűlési követ lett a falu birtokosa. Nevéhez köthető a klasszicista „kastély” megépítése. Tiszteletdíját nem vette fel, azt a szegények, árvák és özvegyek támogatására rendelte szétosztani. Rózsaszínű márványsíremléke ma is áll a temetőben. Halála után a birtok öröklés útján a dabasi Halász és Cséry családoké lett.
A templom falfestményeit Kontuly Béla az 1950-es években, a belső átalakításokat az 1970-es években a Műemléki Felügyelőség hozzájárulásával Németh Aurélia szobrászművész készítette. A templom felújítása a 2002-ben nyert állami támogatásból és a Székesfehérvári püspökség támogatásából később tovább folytatódott. A tetőszerkezet cseréjét, a torony felújítása követte. Ráckeresztúr két műemléki védelem alatt álló értéke a római katolikus templom és a település Martonvásár felőli határában található Szentháromság szobor, amely Szent László királyunkat mintázza lovagi öltözetben, talapzatán 1779-es évszámmal.
A II. József-kori összeírás nyomán tudható, hogy a falunak akkor 91 lakóháza volt. A keresztény családok 128-an voltak. Papi rendből való 1 fő, mesterember 5 fő, paraszt 28 fő, házi és kerti zsellér 119 fő stb. A község 1830. évi népessége 1316 fő volt, ez 1900-ra 1846-ra növekedett. 2003-ban több mint 3200-an éltek a településen, melynek területe is lassan növekszik. A 2000-ben készített településrendezési terv újabb külterületek bevonását és - új utcák nyitásával - a belterületek jobb kihasználását tűzte ki célul.
Az 1848–49-es forradalom és szabadságharcból az akkori keresztúri lakosság is kivette részét, erről családi elbeszélések emlékeznek meg. A ’48-as hősökről minden évben megemlékeznek a falu lakói, az 1956 és 1848 hőseinek emlékére állított emlékműnél a Hősi parkban.
Az első világháború és az azt követő trianoni diktátum a Ráckeresztúri családokat is érintette. Fiataljai a székesfehérvári 17-es honvédezredhez vonultak be és a szerb, a galíciai és az olasz frontokon harcoltak. Sokan közülük fogságba estek, voltak, akik nem tértek vissza és idegen földben nyugszanak. Emlékükre az 1920-as évek végén emlékművet állítottak, amely egy szuronyos magyar katonát ábrázol. Két oldalán, márványtáblán olvasható 47 elesett hős neve, de 3 név hiányzik róla.
A nyugodt békeidőknek - mely fejlődést hozott Ráckeresztúron is - a második világháború vetett véget, amely jelentős károkat okozott a községben. 20 lakóház teljesen lakhatatlanná vált, 50 házat pedig kisebb-nagyobb javításokkal használhatóvá tudtak tenni. 370 lakóépület maradt lakható. A háborúban sok ráckeresztúri esett el, sokakat elhurcoltak, ahonnan aztán sohasem tértek vissza. Voltak polgári áldozatai is a frontok átvonulásainak. A halottak emlékét a rendszerváltást követően emelt két emlékmű is őrzi, az egyiken a háborúból vissza nem tért ráckeresztúriak nevével.
A településen és környezetében elesett szovjet és más nemzetiségű katonákat a jelenlegi Hősök terén több tömegsírba temették el, amely elé hatalmas betonobeliszk épült. A háborút követő demokratizálás az 1950-es évek elejére megváltozott. A főleg földműveléssel foglalkozó lakosság nagyobb részét termelőszövetkezetekbe tömörítették. 1950. október 22-én volt Ráckeresztúron az első helyi tanácstestületi választás; a tanácsot - 1956 októberének pár napját kivéve - 1990. szeptember 30-ig működtették. Az 1956-os események Ráckeresztúr lakosságát is érintették, sokan a forradalom mellé álltak. A szovjet csapatok 1956. novemberi bevonulása után a nemzetőrökre és forradalmárokra nehéz évek vártak a faluban is. A rendszerváltást követően emlékhely épült, ahol minden évben október 23-án megemlékezik a falu az akkori eseményekről. 2001 óta a faluban ismét van Nemzetőrség.
1990-ben itt is lezajlottak az első helyhatósági választások. A falu polgármestert és kilenc képviselőt választott, Ráckeresztúr megindulhatott végre a 20. századi fejlődés útján. Saját kutakkal megépült a helyi vízhálózat, amelyet ma a település üzemeltet. Országos programok keretében kiépült a gázvezetékhálózat és a telefonhálózat is. Többéves megszakítással új tornaterem épült 2002-re. Új gyógyszertár szépíti a kialakulóban lévő új faluközpontot, ahová áttelepült a polgármesteri hivatal is. 2001-ben falutáblák kerültek az utcák végére. Az utcanevek megváltoztak, magyar költők, írók és zeneszerzők nevét kapták, Szent István király– és Szent László király-emlékmű készült. Új vállalkozások jelentek meg a település Ercsi felőli részén. A fiatalok 2002-ben birtokukba vehették a kastélyban kialakított teleházat.
2012-ben megnyílt a Boszorkánykonyha nevű új étkezde és a Szkarabeusz Szépségszalon a Hősök terén. A település lakói számára új lehetőséget nyújt az itt működő, ingyenesen használható wifihálózat is. Az utóbbi időben a település kommunikációját tekintve is megfigyelhető a fejlődés (Facebook-oldalak). A fejlesztés érdekében pedig a jövőben még több új üzlet nyílik, épülnek az új házak.

## Külterületi lakott helyei
Ráckeresztur legnagyobb pusztáját: Szentlászlót 1879-ben, Szentmiklóst pedig az 1880-as években Dreher Antal vásárolta meg, majd 1921-ben fia, Dreher Jenő örökölte. 
Rácszentmiklóson 38 holdat 1933-ban Brauch Károly Ferenc részvénytársasági vezérigazgató szerzett meg.
Statisztika. Forrás
| Megnevezés     | 1830          | 1856          | 1930-as évek közepe | 1970          | 1970    |
|                | népesség (fő) | népesség (fő) | népesség (fő)       | népesség (fő) | lakások |
| Szentlászló    | 107           | 154           | 371                 | 268           | 64      |
| Rácszentmiklós | 155           | 173           | 107                 | 112           | 29      |
| Sándorszállás  | –             | –             | 106                 | 9             | –       |

1913-ban Ráckeresztúr külterületi lakott helyei: Freundpuszta (193 fő); Legyes (7 fő), Lykapuszta (19 fő); Rácszentmiklós (100 fő); Sándorszállás (80 fő); Szentlászló (327 fő) és Tivadarpuszta (37 fő) voltak.
A 100 fős lélekszámú Rácszentmiklósnak ekkor önálló csendőrőrse Martonvásáron, utolsó távírdája Ercsiben, utolsó postája pedig Ráckeresztúron volt.
Szentmiklóspusztán, amelyet Rácszentmiklósként is emlegetnek, az 1820-as években építtetett klasszicista stílusú kastélyt a szomori és somodori Pázmándy család, amelyet a későbbi birtokosok alapján ma Pázmándy–Petheő–Lyka–Brauch-kastélyként a műemléki értéktárban számontartanak.

## Közélete

### Polgármesterei
- 1990–1994: Paulovics József (független)[11]
- 1994–1998: Paulovics József (független)[12]
- 1998–1999: Paulovics József (független)[13]
- 1999–2002: Ónody Miklós (független)[14]
- 2002–2006: Ónody Miklós (Ráckeresztúri Népkör Egyesület)[15]
- 2006–2010: Ónody Miklós (Népkör)[16]
- 2010–2011: Ónody Miklós Attila (Népkör)[17]
- 2012–2014: Dr. Szentes-Mabda Katalin Dóra (független)[18][19]
- 2014–2019: Dr. Szentes-Mabda Katalin Dóra (független)[20]
- 2019–2024: Dr. Szentes-Mabda Katalin Dóra (független)[21]
- 2024– : Dr. Szentes-Mabda Katalin Dóra (független)[1]

A településen 1999. szeptember 26-án időközi polgármester-választást tartottak, az előző polgármester lemondása miatt. 2012. március 25-én ugyancsak időközi polgármester-választást (és képviselő-testületi választást) tartottak, ezúttal az addigi képviselő-testület önfeloszlatása okán. A választáson a hivatalban lévő polgármester is elindult, de három jelölt közül csak a második helyet érte el.

## Népesség
A település népességének változása:
| Lakosok száma | 3310 | 3300 | 3251 | 3538 | 3581 | 3562 | 3583 |
|               | 2013 | 2014 | 2015 | 2021 | 2022 | 2023 | 2024 |

A 2011-es népszámlálás során a lakosok 84,1%-a magyarnak, 2% cigánynak, 0,2% görögnek, 0,5% németnek, 0,3% románnak, 0,2% ukránnak mondta magát (15,7% nem nyilatkozott; a kettős identitások miatt a végösszeg nagyobb lehet 100%-nál). A vallási megoszlás a következő volt: római katolikus 37,8%, református 7,3%, evangélikus 0,7%, görögkatolikus 0,4%, izraelita 0,2%, felekezeten kívüli 18,9% (34% nem nyilatkozott).
2022-ben a lakosság 84,8%-a vallotta magát magyarnak, 1,4% cigánynak, 0,6% németnek, 0,3% ukránnak, 0,2% románnak, 0,1-0,1% horvátnak, görögnek és bolgárnak, 2,2% egyéb, nem hazai nemzetiségűnek (15,1% nem nyilatkozott; a kettős identitások miatt a végösszeg nagyobb lehet 100%-nál). Vallásuk szerint 23,3% volt római katolikus, 7,5% református, 0,7% evangélikus, 0,4% görög katolikus, 1,4% egyéb keresztény, 0,9% egyéb katolikus, 19,5% felekezeten kívüli (46% nem válaszolt).

## Nevezetességei
Az alábbi lista muemlekem.hu és a Ráckeresztúri Települési Értéktár alapján készült:
- Műemléki védelem alatt állnak:
  - Szent Kereszt felmagasztalása római katolikus templom (Kossuth Lajos u. 38.) és műemléki környezete;
  - Szentháromság-szobor (Ráckeresztúr-Szentlászlópuszta, 0214 hrsz.) és műemléki környezete.
- Helyi védelem alatt állnak:
  - Hősök kertje (Hősök tér, 1261/1 és 1261/2 hrsz.);
  - A Petőfi Sándor Általános Iskola központi épülete (Szent János tér 31.);
  - A Szüts–Ivánkay-kastély (Halász–Freund-kastély, Kossuth Lajos u. 37.);
  - A római katolikus plébánia épülete (Kossuth Lajos u. 38.);
  - A temető kápolnája (Ady Endre u. 13.).
- További épületek:
  - A Pázmándy–Petheő–Lyka–Brauch-kastély (Ráckeresztúr-Rácszentmiklós, 0272/12 hrsz.).
  - Magyarországi Református Egyház Kallódó Ifjúságot Mentő Misszió (MRE KIMM) ráckeresztúri drogterápiás otthonai (Rákóczi Ferenc u. 45. és Madách Imre u. 6.).

## Híres emberek
- Itt született Éber Sándor festőművész.
- Itt született Kapócs Ferenc, Nagy Ferenc miniszterelnök személyi titkára.
- Itt született Rácszentmiklóson László Géza későbbi énektanár, aki sok nagy magyar operaénekest indított el pályáján.

## Iskola
- Petőfi Sándor Általános Iskola

## Képek

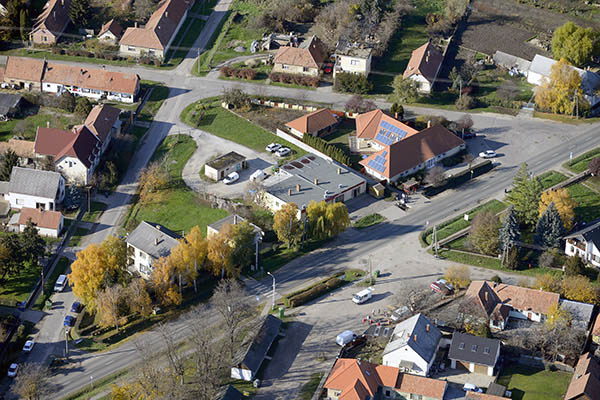
A Hősök tér a polgármesteri hivatallal és a patikával
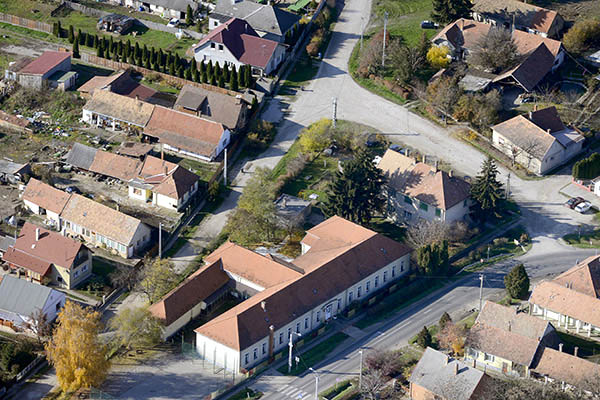
A Szent János tér az általános iskolával
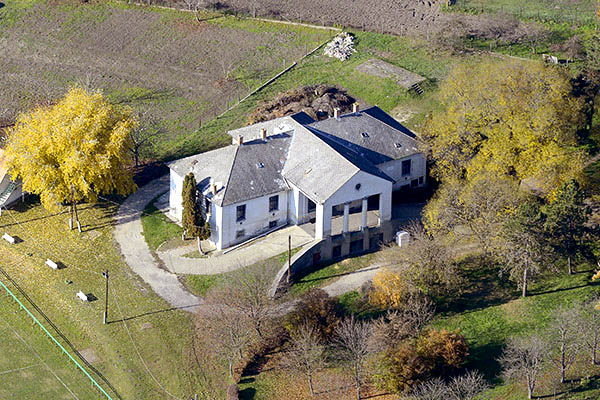
A Szüts–Ivánkay-kastély
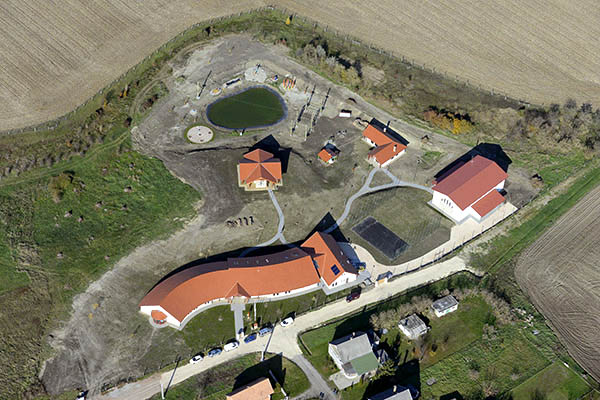
A fiatalkorúak drogterápiás otthonának épületei
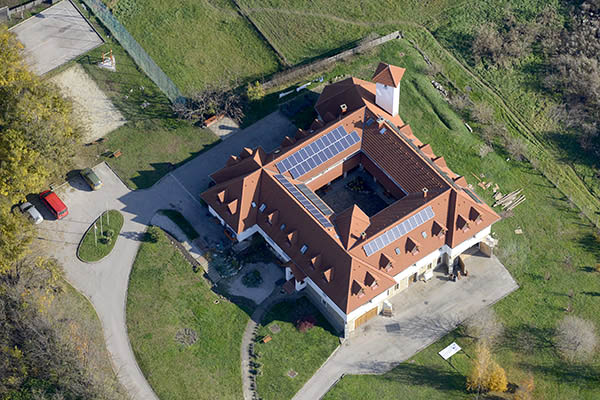
A drogterápiás otthon épülete
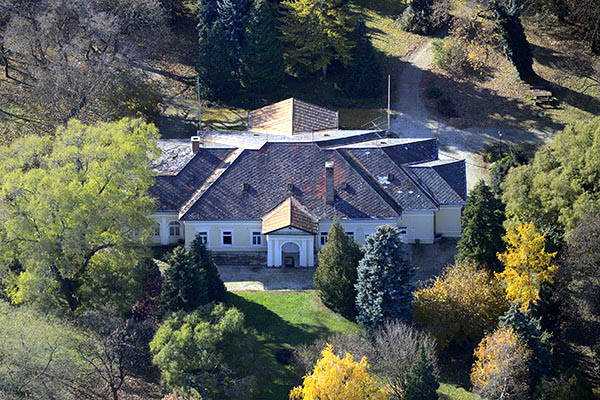
A Pázmándy–Petheő–Lyka–Brauch-kastély
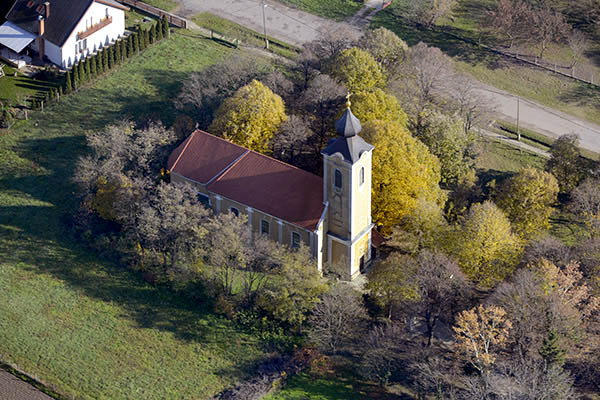
A római katolikus templom
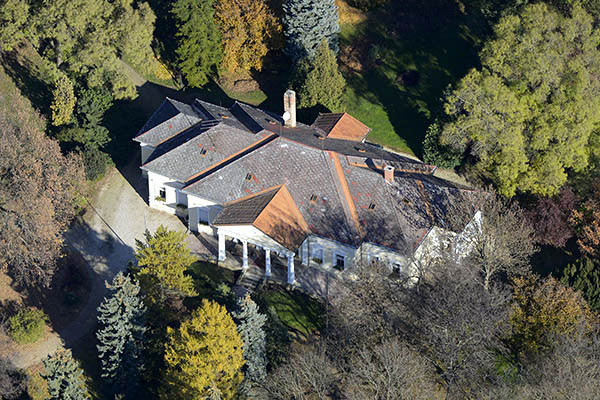
A Pázmándy–Petheő–Lyka–Brauch-kastély
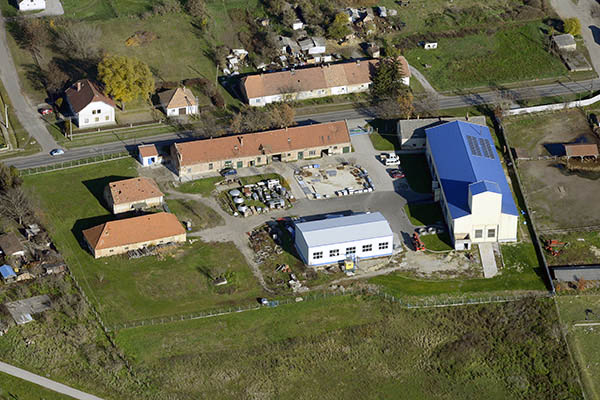
Az Agrometál Kft. ráckeresztúri telephelye
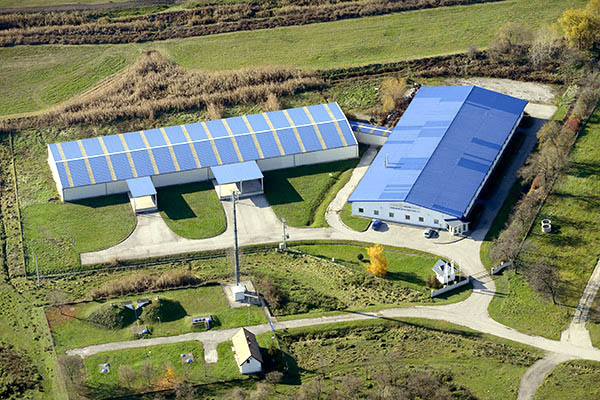
Az Öntőgépszerviz Kft. ráckeresztúri telephelye